# Поведенческая экономика
Поведенческая экономика — направление экономических исследований, которое изучает влияние социальных, когнитивных и эмоциональных факторов на поведение в сфере экономики, принятие экономических решений отдельными лицами и учреждениями, и последствия этого влияния на рыночные переменные (цены, прибыль, распределение ресурсов). Основным объектом изучения поведенческой экономики являются границы рациональности экономических агентов. Поведенческие модели, исследуемые в поведенческой экономике, чаще всего совмещают достижения психологии с неоклассической экономической теорией, охватывая целый ряд концепций, методов и областей исследования. Специалисты по поведенческой экономике интересуются не только происходящими на рынке явлениями, но и процессами коллективного выбора, которые также содержат элементы когнитивных ошибок и эгоизма при принятии решений экономическими агентами.

## История
В начале своего развития экономическая наука была тесно связана с психологией. Так, например, Адам Смит в своей «Теории нравственных чувств» предлагал психологическое объяснение поведения индивида, описывая такие понятия, как «честность» и «справедливость», а теория полезности Иеремии Бентама имеет под собой психологическую основу. Однако, с развитием неоклассической экономической теории, экономисты взяли за образец развития методологию естественных наук, когда поведение объекта (в данном случае экономическое поведение) выводится из неких заранее установленных предпосылок о природе человека. Речь идёт о концепции «экономического человека» (RREEMM, Resourceful-Restricted-Evaluating-Expecting-Maximizing-Man), в которой человеческое поведение считается полностью рациональным. Практически одновременно со своим возникновением данная концепция подверглась сильной критике. Позже многие авторитетные сторонники неоклассической экономической теории (Фрэнсис Эджуорт, Вильфредо Парето, Ирвинг Фишер) использовали более сложные с точки зрения психологии концепции.

### Возникновение экономической психологии
Возникновение и развитие экономической психологии в XX веке благодаря работам Габриеля Тарда, Джорджа Катона, Ласло Гараи позволило модифицировать исходную модель человека: получили признание теория ожидаемой полезности и модели межвременной полезности, на основе которых стало возможно выдвигать доступные для проверки гипотезы о процессе принятия решений в условиях неопределённости и разнесённом во времени выборе. В ходе тестирования гипотез были обнаружены и многократно повторены аномалии выбора, которые в дальнейшем послужили развитию науки. В частности, лауреатом Нобелевской премии Морисом Алле был обнаружен парадокс, впоследствии названный Парадокс Алле: в принятии решений обнаружилось противоречие ожидаемой полезности.

### Даниэль Канеман и Амос Тверски
В 60-х годах XX века когнитивная психология начала проникать в тайны работы мозга, воспринимая его как устройство обработки информации в отличие от подхода бихевиоризма. Психологи Уорд Эдвардс, Амос Тверски и Даниэль Канеман начали сравнивать их когнитивные модели принятия решений в условиях риска и неопределённости с экономическими моделями рационального поведения. Математическая психология давно интересовалась транзитивностью предпочтений и шкалами и методами измерения полезности (например, Данкан Льюс).

### Теория перспектив
В 1979 году вышла работа Канемана и Тверски «Теория перспектив: изучения процесса принятия решений в условиях риска», в которой используется когнитивная психология для объяснения многочисленных расхождений между реальным принятием экономических решений и неоклассической теорией. Теория перспектив является примером обобщенной теории ожидаемой полезности. Несмотря на то, что она не является устоявшимся направлением экономической теории, дескриптивная неточность теории ожидаемой полезности является побуждающим мотивом для развития обобщённой теории ожидаемой полезности.
В 1968 году издается работа лауреата Нобелевской премии Гэри Беккера «Преступление и наказание: экономический подход», в которой показано включение психологических факторов в принятие экономических решений. Тем не менее, Беккер придерживался всех аксиом теории полезности. Другой лауреат Нобелевской премии, Герберт Саймон, разработал теорию ограниченной рациональности, чтобы объяснить, как люди стремятся к удовлетворению, вместо того, чтобы максимизировать полезность, как ранее предполагали экономисты.
Психологические феномены, такие как чрезмерная самоуверенность, проекция, эффекты ограниченности внимания также являются частью этой теории. Важными вехами становления поведенческой экономики являются конференция в Чикагском университете, специальный выпуск журнала Quarterly Journal of Economics, посвященный поведенческой экономике («Памяти Амоса Тверски») и получение в 2002 году Нобелевской премии Канеманом за «включение данных психологических исследований в экономическую науку, в особенности тех, что касаются суждений человека и принятия решения в ситуации неопределённости».

## Межвременной выбор
Поведенческая экономика также изучает межвременной выбор. Межвременной выбор в значительной степени противоречив, как, например, показывает модель дисконтирования по гиперболе Джорджа Эйнсли (1975). Дэвид Лейбсон, Тед О’Донохью и Мэттью Рабин внесли свой вклад в развитие этой наиболее активно проверяемой гипотезы. Модель гиперболического дисконтирования описывает тенденцию дисконтировать полезность по гиперболически убывающей ставке. Простая модель дисконтирования предполагает, что если
1. полезность (Ut+1) в момент времени t+1 привести к моменту t, и субъект будет использовать ставку дисконтирования r1, и
2. полезность (Ut+2) в момент времени t+2 привести к моменту t+1,

- то субъект будет использовать ставку дисконтирования r2, то r1=r2.

Гипотеза Эйнсли говорит о том, что r — функция вида гиперболы от t: чем ближе момент t к настоящему моменту, тем важнее для нас полезность, тем больше r. По мере отдаления получения полезности во времени стимул её получать практически исчезает, r убывает, и убывает очень быстро.
Такое поведение ставки дисконтирования можно объяснить с помощью моделей субаддитивного дисконтирования, которые различают задержку и интервал дисконтирования: если интервал дисконтирования небольшой (выгода ожидается скоро), люди менее терпеливы в ситуации, когда срок наступил, а выплата откладывается. В последние годы исследователи указывают на то, что человек конструирует предпочтения при дисконтировании. Дисконтирование во многом зависит от ожиданий, фреймов, направленности внимания, направленности мыслей, настроения, символов и знаков, уровня глюкозы в крови, а также шкалы, используемой для описания того, что дисконтируется. Известные ученые ставят под сомнение тот факт, что дисконтирование, являясь основным параметром межвременного выбора, в действительности описывает, что именно люди делают, когда их выбор имеет последствия в будущем. Учитывая непостоянство ставки дисконтирования, это предположение может иметь смысл.

## Другие области исследования
Другие направления поведенческой экономики совершенствуют функцию полезности без учёта непостоянства предпочтений. Эрнст Фер, Армин Фальк и Мэттью Рабин изучили такие понятия как «честность», «неприятие неравенства» и «взаимный альтруизм», подвергая сомнению предположение неоклассической экономической теории о «совершенном эгоизме». Особенно ярко феномены проявились в ситуации определения размера заработной платы. Исследования «внутренней мотивации» (Гнизи и Рустичини), «идентичности» (Акерлоф и Крантон) показывают, что агенты извлекают полезность, поступая в соответствии с личными установками и общественными нормами в дополнение к условной ожидаемой полезности. «Условная ожидаемая полезность» — одна из форм рассуждения, когда индивид под действием иллюзии контроля рассчитывает вероятность внешних событий и свою ожидаемую полезность как функцию от своих действий, забывая, что зачастую у него нет возможности даже случайно повлиять на внешние события. После успешного выхода в свет книги Дэна Ариэли «Предсказуемая иррациональность» поведенческая экономика стала весьма популярной среди широкой публики. Ученые-практики, занимающиеся этой дисциплиной, изучили вопросы квазигосударственных стратегий, таких как, например, «карта действия широкополосных сетей».

## Методология
Поведенческая экономика и теории финансов почти полностью были разработаны на базе экспериментальных наблюдений и ответов, полученных в ходе опросов, хотя последнее время всё чаще используются полевые исследования. Функциональная магнитно-резонансная томография позволяет определить, какие части мозга задействованы при принятии экономических решений. Эксперименты, имитирующие рыночные операции, такие как продажа акций или проведение аукционов, могут устранить влияние отдельных когнитивных искажений на поведение человека. Подобные эксперименты могут помочь сузить ряд возможных объяснений. Эффективными являются эксперименты, включающие в себя компонент побуждения, как правило, предполагающие заключение сделок и использование реальных денег.
Поведенческая экономика отличается от экспериментальной экономики, которая для изучения экономических вопросов использует экспериментальные методы, при этом не все направления экспериментальной экономики связаны с психологией. Несмотря на то, что многие из исследований изучают психологические аспекты принятия решений, эксперименты ставят целью объяснение действия институтов или являются предварительными тестами дизайна рыночных механизмов. В то же время, поведенческая экономика не всегда использует экспериментальные методы, во многом полагаясь на теорию и метод наблюдения.

## Ключевые направления исследования
В теории поведенческих финансов и поведенческой экономике основополагающими являются три направления:
- Эвристика: люди часто принимают решения исходя из практического правила, не обязательно логичного. (см. также статьи Когнитивные искажения и Ограниченная рациональность).
- Фрейм: смысловая рамка, используемая человеком для понимания чего-либо, и действия в рамках этого понимания.
- Рыночная неэффективность: ошибки принятия решений на рынке, проявляющиеся в установке неверной цены, нерациональном принятии решений, аномалиях расчета прибыли. Ричард Талер, в частности, описал особые рыночные аномалии с точки зрения поведенческой экономики.

Для объяснения волатильности рынка ценных бумаг Барберис, Шлейфер, Вишни и Дэниель, Дэвид Хиршлейфер и Аванидхар Субраманиам разработали модели, основанные на экстраполяции и излишней самоуверенности, однако ведутся споры о данных, на которых исследователи основывались. Модели предполагают, что всем агентам присущи ошибки или предубеждения одинакового рода, таким образом, при агрегировании на уровне рынка они не исчезают. Это может быть свидетельством того, что большая доля агентов реагирует на один и тот же сигнал (например, мнение аналитика) или имеют одни и те же предубеждения.
В более общем смысле, когнитивные искажения в совокупности могут оказывать серьёзное влияние при социальном заражении идеями и эмоциями (вызывающем коллективную эйфорию или страх), что ведет к феномену стадного поведения или группового мышления. Поведенческая экономика и поведенческие финансы основываются в равной мере на социальной психологии больших групп и на индивидуальной психологии. В некоторых поведенческих моделях небольшая девиантная группа способна оказывать существенное влияние на весь рынок в целом (например, Неприятие неравенства).

### Топики
Модели в поведенческой экономике, как правило, исследуют определённые рыночные аномалии и модифицируют стандартные модели неоклассической экономической теории, описывая принимающих решения лиц как использующих эвристику и подверженных влиянию фреймов. В целом, экономисты не выходят за рамки неоклассической экономической теории, хотя стандартное предположение о рациональном поведении зачастую подвергается сомнению.

#### «Эвристики»
- Теория перспектив
- Боязнь потери
- Разочарование
- Отклонение в сторону статус-кво
- Ошибка игрока
- Эгоистичная предвзятость
- Денежная иллюзия

#### Фреймы
- Фарл
- Ментальный учёт
- Эффект привязки

#### Аномалии в экономическом поведении
- Эффект предпочтений
- Эффект обладания
- Неприятие несправедливости
- Взаимная выгода
- Межвременное потребление
- Предпочтение текущего потребления
- Импульсное инвестирование
- Жадность и страх
- Стадное поведение
- Ловушка утопленных затрат

#### Аномалии в рыночных ценах и доходах
- Загадка доходности акций
- Гипотеза эффективного уровня оплаты труда
- Жёсткость цен
- Лимит на арбитражные операции
- Ловушка дивидендов
- Распределение с медленно убывающим «хвостом» (склонность к крайностям)
- Календарный эффект

### Критика
Критики теории поведенческой экономики, как правило, подчёркивают рациональность экономических агентов. Они утверждают, что данные о поведении экономических агентов, полученные в результате экспериментального наблюдения, не в полной мере отражают реальные ситуации на рынке, так как возможности получения знаний и конкуренция на рынке гарантируют, по крайней мере, хорошее приближение к рациональному поведению.
Также критики отмечают, что когнитивные теории, такие как теория перспектив, являются моделями принятия решений, и не способны отразить в целом экономическое поведение. Эти модели применимы лишь к единичным решениям проблем, предложенных участникам экспериментов и опросов.
Сторонники традиционной экономической теории также настроены скептически по отношению к экспериментальным и основанным на опросах методам исследования, широко применяемым поведенческой экономикой. При определении экономических показателей экономисты обычно делают акцент на выявленные, а не заявленные в опросах предпочтения. Экспериментальные методы исследования и опросы подвержены системным ошибкам предвзятости, стратегического поведения и недостатка побудительной сочетаемости.
Рабин (1998) отклоняет все критические замечания, утверждая, что достоверные результаты, способные дать качественное теоретическое понимание процесса, получаются только при проверке в различных ситуациях и местностях. Сторонники поведенческой экономики в ответ на критику переключают своё внимание с лабораторных исследований на изучение экономических процессов в реальных условиях. Некоторые экономисты видят разницу между экспериментальной экономикой и поведенческой экономикой, однако выдающие экономисты — сторонники этих двух направлений — используют, как правило, одни и те же техники и подходы при работе над общими проблемами. Так, например, в рамках поведенческой экономики активно изучается нейроэкономика, которая, по сути, является экспериментальной и не может использовать полевые методы.
Сторонники поведенческой экономики отмечают, что неоклассические модели часто не способны предсказать результаты тех или иных процессов в реальности. Достижения поведенческой экономики могут изменять неоклассические модели. Эти скорректированные модели не только приводят к аналогичным прогнозам традиционных моделей, но и успешно используются в тех ситуациях, когда традиционные модели оказываются бессильны.

Но не стоит преувеличивать возможности поведенческой экономики. Пока это лишь группа разрозненных феноменов, выявленных на практике. Стройной базовой теории, обобщающей и выстраивающей единую систему, в которую бы были вписаны все эффекты и когнитивные искажения, пока нет. Что является ещё одним элементом критики со стороны традиционных экономистов.

## Теория поведенческих финансов

### Топики
Центральным в исследованиях поведенческих финансов является вопрос «Почему участники рыночных отношений систематически совершают ошибки?» Эти ошибки влияют на цены и прибыль, что приводит к неэффективности рынка. Кроме того, поведенческие финансы рассматривают, как другие участники рыночных отношений пытаются выиграть на неэффективности.
Основными причинами неэффективности являются, во-первых, излишняя и недостаточная реакция на информацию, задающую рыночные тенденции (в исключительных случаях — экономический пузырь и биржевой крах). Во-вторых, ограниченное внимание инвесторов, чрезмерная самоуверенность, чрезмерный оптимизм, стадный инстинкт и шумовая торговля. Технические аналитики рассматривают поведенческую экономику и поведенческие финансы как основу технического анализа. В-третьих, ключевым вопросом является асимметрия между решением накапливать и сохранять ресурсы, известным как парадокс «синица в руке», и боязнью потери, нежеланием расставаться с ценным имуществом. Ловушка невозвратных затрат проявляется в таком поведение инвестора, как нежелание продавать акции, при условии, что это номинально приведет к убытку. Это также способно объяснить, почему цены на жилье редко и медленно снижаются до уровня рыночного равновесия в период незначительного спроса.
Бенартци и Талер (1995), утверждали, что с помощью одного из вариантов теории перспектив им удалось разгадать загадку доходности акций, в то время как сделать это с помощью традиционных финансовых моделей не удалось. Экспериментальная финансовая теория использует экспериментальный метод, в рамках которого с целью изучения процесса принятия решений людьми и их поведения на финансовых рынках создается искусственный рынок с помощью моделирующих программных средств.

### Модели
Некоторые финансовые модели, используемые в управлении денежными средствами и оценки имущества, включают в себя параметры поведенческих финансов, например:
- Модель Талера, описывающая реакцию цены на информацию, включающая три фазы: недостаточная реакция-адаптация-гиперреакция, которые создают тенденцию в движении цен.

Одна из характерных черт гиперреакции в том, что средняя прибыль, следующая за объявлением хороших новостей, ниже, чем та, которая следует за объявлением плохих новостей. Другими словами, гиперреакция происходит, когда рынок реагирует на новости слишком интенсивно, тем самым требуя адаптации уже в противоположном направлении. В результате на одном этапе ценные бумаги будут переоценены, на следующем этапе, возможно, будут недооценены.
- Коэффициент имиджа ценных бумаг.

### Критика
Критики, одним из которых является Юджин Фама, как правило, поддерживают гипотезу эффективного рынка. Они утверждают, что теория поведенческих финансов, скорее представляет собой набор аномалий, чем реальное направление финансов, при этом эти аномалии либо быстро вытесняются с рынка, либо объясняются строением рынка. Однако, индивидуальные когнитивные искажения отличны от общественных искажений; первые могут быть усреднены самим рынком, тогда как последние способны создавать положительные обратные связи, продвигающие рынок все дальше от справедливой цены равновесия. Подобным образом, чтобы аномалия поведения нарушила рыночную эффективность, инвестор должен быть готов торговать вопреки аномалии, заработав при этом сверхприбыль. Для многих случаев когнитивного искажения это не так.
В особых случаях критика проскальзывает в объяснениях загадки доходности акций. Спорным является тот факт, что её причина — барьеры входа (как практические, так и психологические). В частности, развитие электронных площадок открыло фондовую биржу для большего количества участников торговли, что снимает барьеры, но дивиденды по акциям и облигациям не выравниваются. В ответ последователи поведенческих финансов заявляют, что большая часть личных инвестиций управляется через пенсионные фонды, сводя к минимуму влияние этих мнимых барьеров входа. Кроме того, профессиональные инвесторы и управляющие фондов владеют большим количеством облигаций, чем принято считать при данных уровнях доходности ценных бумаг.
Специалисты также критикуют преувеличение повсеместной эффективности поведенческих методов и скудность объективной критики практической составляющей.

## Количественные поведенческие финансы
Чтобы понять тенденции в поведении человека, количественные поведенческие финансы используют точные статистические методы исследования. Маркетинговые исследования не содержат данных о том, что усиливающиеся предубеждения оказывают влияние на принятие маркетинговых решений. Среди ведущих исследователей этой области — Гундуз Кагиналп (главный редактор Journal of Behavioral Finance, 2000—2004), а также его соавторы: Нобелевский лауреат (2002) Вернон Смит, Дэвид Портер, Дон Валенович, Владимира Илиева, Ахмет Дюран, а также Рэй Стерм.
Все исследования в этой области можно разделить на следующие направления:
1. Эмпирические исследования, демонстрирующие существенные отклонения от классических теорий.
2. Создание моделей с использованием поведенческих концепций и неклассических предположений об ограничениях активов.
3. Прогнозирование, основанное на этих методах.
4. Тестирование моделей на экспериментальных рынках.

## Поведенческая теория игр
Поведенческая теория игр — направление теории игр, занимающееся адаптацией теоретико-игровых ситуаций к экспериментальному дизайну (Гинтис). Оно изучает как реальные люди ведут себя в ситуации принятия стратегического решения когда успех индивида зависит от решений других участников игры. Данное направление исследований концентрирует внимание на трёх направлениях — математические теории, объясняющие социальное взаимодействие людей при торгах и установлении доверия между ними; ограничения стратегического поведения и когнитивные возможности учета шагов соперников; модификация стратегий в процессе обучения людей на практике (Колин Камерер). Области изучения включают стратегические решения о купле-продаже, блеф в азартных играх, забастовки, общественные договорённости и создание коллективных благ, гонка патентов, создание репутации и другие.
Поведенческая теория игр активно развивается с 1980 года. Наиболее известными учёными, работающими в области поведенческой теории игр, являются Колин Камерер (Калифорнийский технологический институт), Винсент Кроуфорд (Университет Калифорнии), Герберт Гинтис (Университет Массачусетса).

## Награды
В 2017 году Королевская шведская академия наук за вклад в поведенческую экономику присудила премию Sveriges Riksbank в области экономических наук в память Альфреда Нобеля Ричарду Х. Талеру. Изучая последствия ограниченной рациональности, социальных предпочтений и отсутствия самоконтроля, Талер показал как эти человеческие черты влияют на индивидуальные решения и на рыночные результаты.